# Trachycardium procerum
Trachycardium procerum is een tweekleppigensoort uit de familie van de Cardiidae. De wetenschappelijke naam van de soort is voor het eerst geldig gepubliceerd in 1833 door G.B. Sowerby I.

Rechter klep
Linker klep